# Assedio di Danzica (1813)
L'assedio di Danzica si svolse tra il gennaio e il dicembre 1813 durante i più vasti eventi della guerra della sesta coalizione.
La città di Danzica era una piazzaforte del Primo impero francese di Napoleone Bonaparte, punto di raccolta per gli sbandati sopravvissuti alla campagna di Russia del 1812; dopo l'abbandono della Polonia da parte delle truppe francesi, nel gennaio 1813 Danzica fu quindi cinta d'assedio da parte delle forze dell'Impero russo. Al comando dell'energico generale Jean Rapp, la guarnigione francese (composta anche da truppe tedesche e italiane) tenne duro e condusse una difesa attiva contro gli assedianti, rinforzati poi da un contingente di truppe prussiane.
Sotto la guida del principe Alessandro di Württemberg, gli assedianti russo-prussiani rinnovarono i loro attacchi a Danzica a partire dall'agosto 1813, stringendo progressivamente il cerchio attorno alla città. Dopo la sconfitta di Napoleone nella battaglia di Lipsia le speranze di soccorso per Danzica scesero a zero e Rapp dovette avviare i negoziati per la resa. La città capitolò quindi nelle mani dei russo-prussiani il 29 novembre 1813.

## Antefatti
Già importante possedimento del Regno di Prussia, la città polacca di Danzica fu ceduta alla Francia di Napoleone Bonaparte a seguito della pace di Tilsit del 9 luglio 1807 conclusiva della guerra della quarta coalizione. Formalmente istituita come repubblica indipendente ("Repubblica di Danzica"), la città e il suo immediato retroterra rurale erano di fatto poste sotto dominazione francese, con una guarnigione di truppe francesi a presidiare la piazzaforte e un generale francese, Jean Rapp, come governatore cittadino. Danzica fece da base e retrovia per le forze francesi nel corso della campagna di Russia del 1812, a cui lo stesso Rapp partecipò.
Dopo i drammatici eventi della ritirata da Mosca e dell'attraversamento della Beresina, nel dicembre 1812 i resti della Grande Armata sciamarono in Polonia inseguiti dai russi. Ancora convalescente per una ferita riportata alla Beresina, Rapp fu inviato a Danzica per assumere il controllo della piazzaforte, rinforzarne le difese e farne un punto di ritrovo per le molte migliaia di dispersi e sbandati dell'armata francese; a Danzica si rifugiarono i resti del corpo d'armata del maresciallo Étienne Macdonald in fuga dalla Prussia orientale, dopo che, con la convenzione di Tauroggen del 30 dicembre, le forze prussiane avevano abbandonato la loro riluttante alleanza con la Francia per schierarsi dalla parte dei russi.
Danzica doveva costituire il perno più settentrionale della linea difensiva allestita lungo il corso del fiume Vistola dal viceré Eugenio di Beauharnais, dal gennaio 1813 insediato da Napoleone alla guida dei resti della Grande Armata; le forze di Eugenio erano tuttavia in schiacciante inferiorità numerica rispetto ai loro avversari russi, oltre che disorganizzate e a corto di rifornimenti, e al viceré non restò altro da fare che ordinare l'abbandono del Ducato di Varsavia e un arretramento generale in Germania prima sull'Oder e poi sull'Elba. Una serie di guarnigioni francesi fu tuttavia lasciata nelle principali fortezze lungo la Vistola e l'Oder, onde negare ai russi il possesso di questi facili attraversamenti sui fiumi; Rapp fu quindi lasciato a Danzica con tutte le forze disponibili, preparandosi a sostenere un lungo assedio.

## L'assedio

### La prima fase, gennaio-giugno 1813

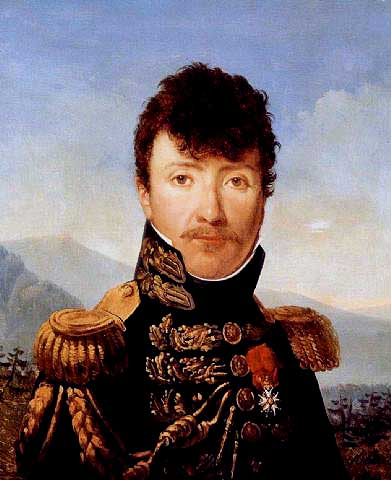
Jean Rapp, l'energico difensore di Danzica, in un ritratto coevo di Henri-François Riesener

Le comunicazioni tra Rapp e l'armata del principe Eugenio furono tagliate il 14 gennaio 1813, e per il 21 gennaio le forze russe avevano bloccato Danzica dal lato di terra. Rapp disponeva in quel momento ai suoi ordini di circa 36 000 uomini, anche se, tolti gli ammalati, i feriti e i reduci della campagna di Russia ancora da riorganizzare, non più di 8 000-10 000 erano impiegabili in azioni belliche. Le truppe di Rapp erano suddivise in quattro deboli divisioni di fanteria, una divisione di cavalleria e unità varie di artiglieria, genio, gendarmeria e marinai; i francesi propriamente detti costituivano solo una parte della guarnigione, per il resto composta da vari contingenti provenienti da Regno di Baviera, Regno di Vestfalia, Ducato di Varsavia e Regno di Napoli (oltre agli italiani e ai tedeschi provenienti dalle regioni annesse al Primo impero francese).
Il contingente assediante russo era più che altro una forza di blocco, formata da unità irregolari di cosacchi guidate dal generale Matvej Ivanovič Platov; Rapp decise di approfittare di ciò e, invece di arroccarsi dietro le fortificazioni di Danzica (peraltro bisognose di riparazioni), spinse le sue forze fuori dalle mura per assicurarsi il controllo delle campagne circostanti la città, da cui dovevano provenire le necessarie vettovaglie per sostenere un lungo assedio. La prima sortita fu portata a termine il 29 gennaio dal generale Charles Louis Dieudonné Grandjean: al comando di quattro battaglioni di fanteria, un plotone di cavalleria e due cannoni, il generale catturò il villaggio di Striesen scacciandone i russi che lo occupavano. Una seconda sortita fu organizzata poi il 4 febbraio, quando il generale d'Estrées tentò di occupare il villaggio di Stolzenberg alla testa di quattro battaglioni di napoletani, salvo venire respinto dopo un duro scontro contro i cosacchi; Stolzenberg fu poi occupato il 6 febbraio nel corso di una terza sortita dei francesi.
Nonostante questi successi, la situazione all'interno di Danzica si fece dura a seguito dello scoppio, ai primi di febbraio, di una violenta epidemia di tifo causata dalle cattive condizioni igieniche e dalle pessime condizioni di salute dei reduci dalla Russia: con una media di 130 vittime al giorno, l'epidemia causò la morte di almeno 2 000 persone a febbraio, 4 000 a marzo e 3 000 ad aprile. Le pessime condizioni meteo fecero altri danni: con il suo corso ostruito da blocchi di ghiaccio galleggianti, il 27 febbraio la Vistola ruppe gli argini e allagò parte della città, causando altre vittime oltre a danni agli edifici e alle scorte ammassate dagli assediati.
Nel frattempo, le forze di Platov erano state rafforzate dall'arrivo di sei reggimenti di fanteria e due ulteriori reggimenti di cosacchi, e i russi decisero di sferrare un attacco generale agli avamposti di Rapp. Il 5 marzo i russi attaccarono le posizioni francesi attestate nei villaggi di Langenfurth, Stolzenberg, Schidlitz e Ohra: l'attacco a Langenfurth fu respinto quasi subito, ma i russi fecero progressi nella zona di Stolzenberg e Ohra finché un contrattacco dei reparti napoletani di d'Estrées non riuscì a bloccarli. Rapp fece uscire da Danzica una forza di quattro battaglioni di fanteria, 150 cavalieri e una batteria d'artiglieria al comando del generale Gilbert Bachelu, che attaccò sul fianco le truppe russe a Ohra mettendole in rotta. Alla fine della battaglia i russi furono respinti sulle posizioni di partenza dopo aver perso tra i 1 500 e i 3 000 uomini tra morti e feriti, mentre le perdite francesi ammontarono a 200 morti e 500 feriti.
Il 24 marzo Rapp lanciò un'altra grande sortita: mentre alcune unità compivano mosse diversive, le forze del generale Bachelu respinsero i russi dai villaggi di Matschkau e Borgfeld mentre i reparti del generale Benjamin Gault presero il villaggio di St. Albrecht; la manovra era intesa più che altro a procurarsi rifornimenti, e a sera i francesi rientrarono in città portando un centinaio di capi di bestiame razziati dai dintorni. Nonostante l'imperversare dell'epidemia di tifo, che il 6 aprile aveva causato la morte anche del generale Gault, Rapp sferrò il 15 aprile un'altra sortia: due battaglioni polacchi attaccarono il villaggio di Brentau e ne cacciarono il presidio russo. Il 27 aprile fu tentata un'operazione su più vasta scala: 1 200 delle migliori truppe francesi, al comando del generale Bachelu, attaccarono la penisola di Nehrung espugnando le posizioni russe attestate nel villaggio di Neubude, mentre una forza secondaria ripuliva dal nemico i boschi circostanti; i francesi convergettero poi nel medesimo momento sulle posizioni russe nel villaggio di Heubude, ricacciando il nemico in direzione di Bohnsack. I russi contrattaccarono con una grossa forza obbligando Bachelu a ripiegare in un certo disordine, ma nel mentre una seconda unità francese aveva occupato il villaggio di Tasevalck e razziato le campagne circostanti per quattro giorni, riportando in città 900 capi di bestiame.
Nel corso di maggio un corpo di truppe prussiane si aggiunse alle forze assedianti Danzica portando il loro totale a più di 30 000 uomini, e il principe Alessandro di Württemberg assunse il comando dei coalizzati; navi russe e della Royal Navy britannica entrate nel mar Baltico bloccarono poi la città dal lato del mare. Il 4 giugno il principe Alessandro sferrò un attacco contro i francesi attestati a Ohra e Langenfurth, ma il 9 giugno Rapp contrattaccò organizzando una nuova sortita con il grosso delle sue truppe: seguirono duri scontri finché i russi non furono costretti a rientrare sulle loro posizioni di partenza.

### La seconda fase, agosto-dicembre 1813

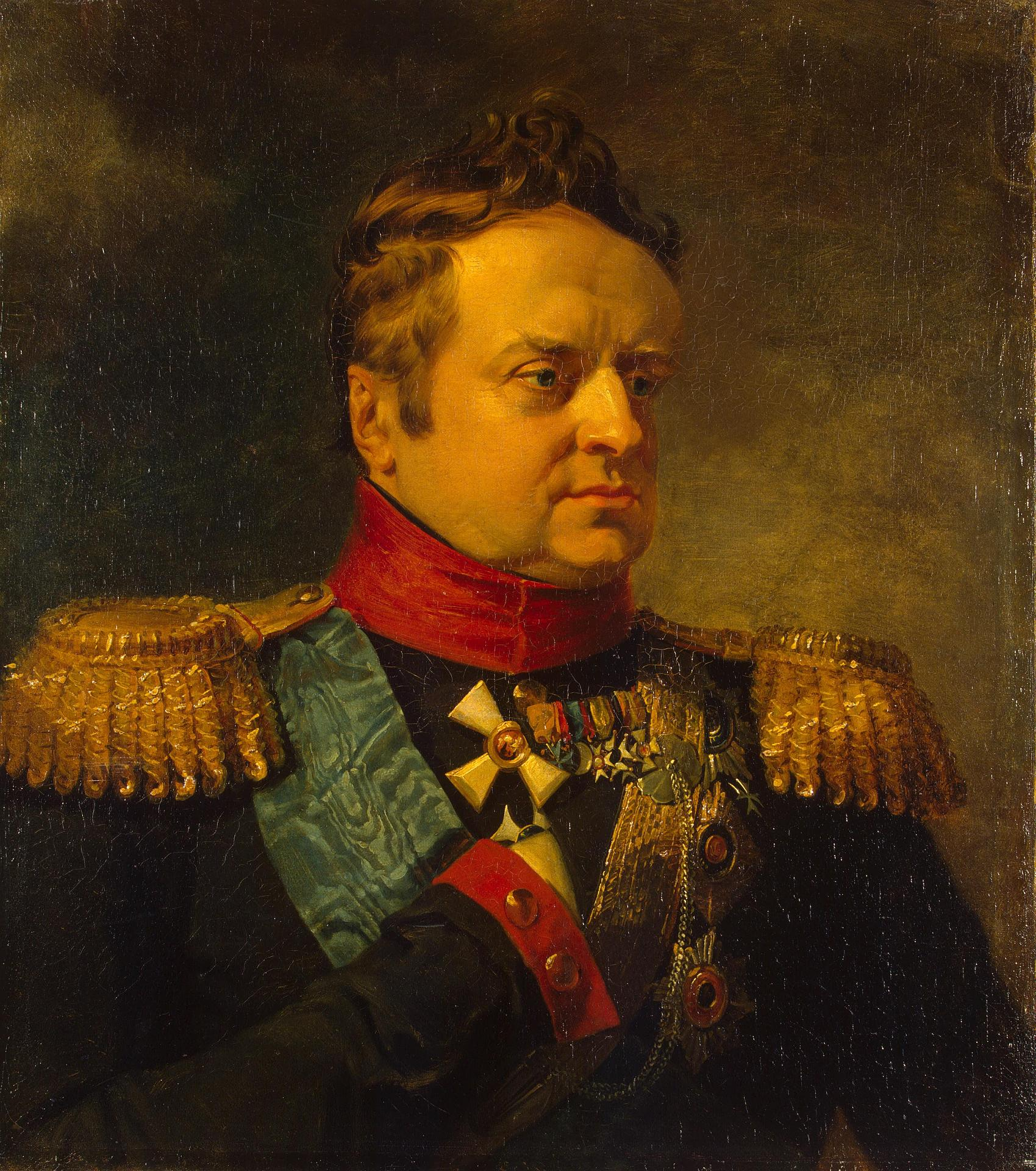
Il principe Alessandro di Württemberg, comandante delle forze russo-prussiane a danzica, in un quadro di George Dawe

I combattimenti si fermarono il 10 giugno, quando anche a Danzica giunse la notizia dell'avvenuta stipula, il 4 giugno precedente, di un armistizio tra Napoleone e i monarchi della sesta coalizione; nel corso di un incontro tra Rapp e il principe Alessandro, fu concordato che i francesi non avrebbero operato lavori di riparazione sulle fortificazioni cittadine e in cambio i coalizzati avrebbero fatto entrare in città rifornimenti alimentari ogni cinque giorni. Dopo che le trattative di pace tra francesi e coalizzati erano miseramente fallite, l'armistizio cessò il 24 agosto e i combattimenti ripresero anche nella zona di Danzica: le forze al comando del principe Alessandro ammontavano a 29 100 russi (58 battaglioni di fanteria e 12 squadroni di cavalleria) e 8 000 prussiani (10 battaglioni e 6 squadroni); Rapp, le cui truppe erano state ufficialmente designate come X Corpo d'armata della Grande Armata, non disponeva di più di 25 000 soldati.
Il 28 agosto forze dei coalizzati assalirono il villaggio di Ohra, ma furono respinte dopo duri scontri combattuti anche alla baionetta. Il 29 agosto quattro battaglioni russi e uno reggimento di cosacchi attaccarono invece Langenfurth, ma furono ancora una volta ributtati indietro dal contrattacco dei francesi; seguirono una serie di attacchi e contrattacchi che interessarono anche il settore di Ohra, ma alla fine i francesi furono in grado di mantenere le posizioni che occupavano all'inizio. Il 2 settembre una grossa flotta russo-britannica iniziò a cannoneggiare Danzica dal mare, e al bombardamento si unì dal 12 settembre un massiccio concentramento di artiglieria russa appostato dal lato di terra; rinforzi arrivati alla fine di settembre portarono le forze russo-prussiane nella zona di Danzica a un totale di 50 000 uomini, e gli assedianti furono in grado di avvicinarsi ancora di più alla città trasformando il blocco in un vero e proprio assedio.
L'8 ottobre, dopo aver piazzato nuove batterie d'artiglieria d'assedio, i coalizzati iniziarono un bombardamento periodico delle difese di Danzica, concentrando il loro tiro sulle ridotte francese nella zona di Schottenhause; dopo alcuni attacchi respinti, le ridotte caddero poi in mano ai russo-prussiani. Il 17 ottobre l'artiglieria degli assedianti era ormai così vicina da poter prendere di mira la città stessa; fu impiegata anche una batteria di razzi Congreve, capace di colpire le strutture poste oltre le mura, e nel corso di un bombardamento continuo proseguito fino al 20 ottobre un vasto incendio distrusse varie parti della città.
Il morale degli assediati stava iniziando a vacillare. Una delegazione di cittadini si recò da Rapp chiedendogli di avanzare una proposta di tregua ai coalizzati, ma il francese si rifiutò categoricamente; una parallela richiesta fatta dai francesi perché la popolazione civile fosse lasciata libera di sfollare da Danzica fu respinta dal principe Alessandro, che non voleva consentire al nemico di liberarsi delle "bocche inutili" che consumavano i suoi rifornimenti alimentari. La notizia della sconfitta di Napoleone nella battaglia di Lipsia (16-19 ottobre) e della progressiva defezione degli alleati tedeschi della Francia scosse la tenuta della guarnigione: informati che la loro nazione aveva rotto l'alleanza con i francesi ed era passata nel campo dei coalizzati, i reparti bavaresi chiesero e ottennero da Rapp il permesso di non essere più impiegati in combattimento, mentre diserzioni continue affliggevano i reparti formati da tedeschi.
Nella notte tra il 1º e il 2 novembre un vasto incendio distrusse una larga porzione della città, tra cui alcune caserme, ospedali e soprattutto diversi preziosi magazzini di rifornimenti; il 3 novembre i coalizzati iniziarono invece lo scavo della prima trincea parallela alle mura, prodromo dell'assalto finale. Con la Grande Armata napoleonica battuta e in fase di ritirata verso la Francia, le speranze di essere soccorsi erano ormai a zero e Rapp dovette accettare l'inevitabilità della resa. Dopo negoziati tra le due parti, la convenzione di capitolazione venne firmata il 29 novembre: Danzica fu consegnata agli assedianti il 1º gennaio 1814, i 6 500 soldati francesi e italiani superstiti lasciarono la piazza con l'onore delle armi e divennero prigionieri di guerra insieme al loro generale Rapp, mentre ai soldati di origine tedesca fu consentito di rientrare in patria.
Dopo il Congresso di Vienna, Danzica tornò quindi ufficialmente sotto il controllo del Regno di Prussia.

## Nella letteratura
L'argomento del racconto di Turgenev L'ebreo è l'arco di tempo vissuto nell'assedio di Danzica, partendo dal 1813 fino alla capitolazione, narrato dal colonnello Nikolai Jilitch ai suoi soldati quando, a quei tempi, si trovava nei corazzieri ed era, sul filo della memoria, appena passato sottotenente. Nel racconto l'argomento militare è a mala pena sfiorato, la storia è quella del rapporto tra Nicolaj con la povera vita dell'ebreo Hirschel e della bella figlia, la giovanetta Sara. Hirschel viene giustiziato in quanto spia, Sara maledice i soldati che eseguono gli ordini dell'impiccagione: «Uomini senza pietà! Cani avidi di sangue». Il novello sottotenente da parte sua aveva perorato invano la causa di Hirschel. Il contrasto tra il giovane sottotenente e la disciplina militare è anche un conflitto generazionale che lo stesso Turgenev tratterà in Padre e figli, il cui argomento basilare è «la presa di posizione nichilista dei figli di fronte al conservatorismo dei padri».